# Pierre Laplace
Pour les articles homonymes, voir Laplace.
Pierre Laplace né le 24 avril 1961, est un acteur français.

## Biographie
Pierre Laplace commence sa carrière au théâtre en 1981, alternant les grands classiques et des pièces plus confidentielles. Il fait partie de la ligue d'improvisation française de 1981 à 1992.
Il débute à la télévision en 1984, et enchaîne les téléfilms et séries aux genres variés (des séries « grand public » telles que Joséphine, ange gardien, Camping Paradis, policières : Fargas dans laquelle il tient l'un des rôles principaux, des apparitions notamment dans Quai n°1, Julie Lescaut, Alice Nevers, Section de recherches, Braquo ou le téléfilm érotique Une jeune fille si charmante en 1993.
À partir de 1986 au cinéma, il joue à la fois dans des films populaires et exigeants tels que Hiver 54, l'abbé Pierre, R.T.T, Le fils à Jo ou La marche.

## Filmographie

### Cinéma
- 1986 : Les Clowns de Dieu de Jean Schmidt : l'ange de la gaîté
- 1989 : Hiver 54, l'abbé Pierre de Denis Amar
- 1990 : La Dame de Berlin de Pierre Boutron
- 1990 : Jean Galmot, aventurier d'Alain Maline
- 1994 : Tombés du ciel de Philippe Lioret : inspecteur au commissariat
- 1995 : À cran : copain dans la boîte
- 1997 : Crudité d'Armando Manni
- 1997 : Les Démons de Jésus de Bernie Bonvoisin : Ernest
- 1998 : Elvis et Marilyn (Elvjs e Merilijn) de Armando Manni : Proudhon
- 1999 : Les Grandes Bouches de Bernie Bonvoisin
- 2002 : Gangsters de Olivier Marchal : Pitoune
- 2002 : Blanche de Bernie Bonvoisin : Nez-de-Braise
- 2007 : Molière de Laurent Tirard : Cyrano
- 2007 : Sempre vivu ! de Robin Renucci : Rinatu Michelangeli
- 2009 : R.T.T. de Frédéric Berthe : Peyrac
- 2009 : Les Princes de la nuit de Patrick Levy : Marcel
- 2010 : Imogène McCarthery d'Alexandre Charlot et Franck Magnier : Allan Cunningham
- 2011 : Le Fils à Jo de Philippe Guillard
- 2013 : Vive la France de Michaël Youn
- 2013 : La Marche de Nabil Ben Yadir

### Télévision
- 1984 : L'Homme comblé de Paula Delsol
- 1989 : Le Déjeuner de Sousceyrac de Lazare Iglesis : Léonce
- 1990 : Marche, crève ou rêve de Jean Schmidt : Richard
- 1990 : Hors sujet n°3 de Laurent Lévy
- 1991 : La Maison vide
- 1992 : Coups de cœur de Jean-Louis Daniel
- 1993 : Une jeune fille si charmante de Servais Mont : Vincent
- 1994 : Aventures dans le grand Nord de Gilles Carles
- 1996 : Quai n°1 : Guerini (saison 1, épisode 3 : Marie Gare)
- 1996 : Entre terre et mer d'Hervé Baslé (mini-série)
- 2000 : Un flic nommé Lecoeur de Jean-Yves Pitoun
- 2003-2005 : Fargas : Delcourt, adjoint de Fargas
- 2003 : Une villa pour deux de Charlotte Brändström
- 2003 : Mon fils, cet inconnu de Caroline Huppert
- 2004 : Dans la tête du tueur de Claude-Michel Rome : Yann Bernard
- 2005 : Joséphine, ange gardien : maître Dulac (saison 9, épisode 4 : Noble cause)
- 2005-2007 : Élodie Bradford : Robert Grisou (épisodes 2 à 5)
- 2005 : Engrenages
- 2006 : Une femme d'honneur de Michaël Perrotta : Rémi Van Bommel (saison 10, épisode 2 : Une erreur de jeunesse)
- 2006 : Central Nuit : Serge Copin (saison 5, épisode 2 : Sans mobile)
- 2006 : RIS police scientifique : Jean Marotti (saison 2, épisode 3)
- 2007 : Alice Nevers, le juge est une femme : Mathieu Duval (épisode Princesse)
- 2008 : Camping Paradis : le père Belcourt (saison 1, épisode 2 : Lorsque l’enfant paraît)
- 2008 : La Mort dans l'île de Philippe Setbon : Raf Vogel
- 2008 : PJ : Denis Calvet (saison 13, épisode 6 : Nouveau départ)
- 2008 : Julie Lescaut de Pierre Aknine : Jean Dumont (saison 17, épisode 4 : Alerte enlèvement)
- 2009 : Section de recherches : Amaury de Clausade (saison 4, épisode 5 : L'enfance de l'art)
- 2009 : Sur le fil : Leroy (saison 3, épisode 4 : Affaire classée)
- 2010 : Les Bleus : Premiers pas dans la police : Robert Serrano (saison 4, épisode 4 : Un père et manque)
- 2010 : Les Diamants de la victoire : Danton
- 2011 : Un flic : Sonny (saison 5, épisode 2 : Jackpot)
- 2011 : Trafics : M. Chappoux (épisode 4 : L'affaire Dellugat)
- 2012 : Vive la colo ! de Didier Le Pêcheur et Dominique Ladoge : médecin de Victor (saison 1, épisodes 1, 2, 4 et 6)
- 2012 : Enquêtes réservées : André Cerdan (saison 4, épisode 4 : Tir cadré)
- 2012 : Profilage : Alain Krakowsky (saison 3, épisode 8 : Le prix de la liberté)
- 2012 : On se quitte plus de Laurence Katrian : Gabriel Farge
- 2013 : Platane de Denis Imbert et Éric Judor : M. Saint-Croix (saison 2, épisode 4 : La fois où il était une véritable cocotte-minute)
- 2013 : RIS police scientifique : Jacques Osmont (saison 8, épisode 9 : Eaux troubles)
- 2013 : Boulevard du palais de Marie Guilmineau : Ludovic Vestrate (saison 15, épisode 5 : Mort d'un salaud)
- 2013 : La smala s'en mêle de Didier Grousset : Demaison (épisode 5 : Drôle d'héritage)
- 2014 : Candice Renoir d'Olivier Barma : Hugue Desrosières (saison 2, épisode 10 : Qui ne dit mot consent)
- 2014 : Cherif de Pierric Gantelmi D'Ille : Christian Flachard (saison 2, épisode 7 : Au suivant)
- 2014 : La Loi de Barbara de Didier Le Pêcheur : commissaire (épisode 3 : Illégitime défense)
- 2015 : Braquo : Guido Frankeur (saison 4)
- 2015 : La Loi de Simon - Des hommes en noir de Didier Le Pêcheur : Desplan
- 2016 : La Stagiaire : Jacques Baroni (saison 1, épisode 6 : Résidence surveillée)
- 2016 : Tandem : Antoine Crosne (saison 1, épisodes 11 et 12 : Un anneau d'or)
- 2017 : Lebowitz contre Lebowitz
- 2017 : Crimes parfaits de Christophe Douchand : Serge Barraud (saison 1, épisodes 3 : Mise en scène et 4 : Aux abois)
- 2018 : Les Rivières pourpres d'Olivier Barma : Mariotte (saison 1, épisodes 5 et 6 : La croisade des enfants)
- 2018 : Meurtres en Haute-Savoie de René Manzor : Jean Herbier
- 2019 : Double je de Laurent Dussaux et Akim Isker : Xavier Fremont
- 2019 : Amours à mort (Meurtres en Moselle) d'Olivier Barma : Jean-Luc Gardet
- 2021 : Meurtres à Figeac d'Olivier Barma[1] : Bruno
- 2022 : Marianne : Ludovic Bilade (saison 1, épisode 6 : L'immortelle)
- 2024 : La Stagiaire : Xavier Le Goff ("Noël") (saison 9, épisode 6 : Errance)

## Théâtre
- 1981 : Le fleuve rouge
- 1981 : Opéra parlé
- 1982 : Conte de la forêt viennoise
- Hamlet de William Shakespeare
- 1982 : Propos de petit déjeuner à Miami
- 1983 : Le cravaté oriental
- 1984 : L'Escamoteur
- 1986 : Britannicus
- 1986 : Hamlet de William Shakespeare
- 1994 : Chanteclerc d'Edmond Rostand
- 1995 : Le courage d'une mère de Bertolt Brecht
- 2000 : L'Avare de Molière
- 2002 : Madame Sans Gêne
- 2010 : La fausse suivante de Marivaux